# Lipoproteína (a)
Lipoproteína (a) (também chamada de Lp(a) ou LPA) é uma subclasse de lipoproteína. Estudos genéticos e inúmeros estudos epidemiológicos têm identificado Lp(a) como um fator de risco para doenças ateroscleróticas tais como doença arterial coronariana e acidente vascular cerebral.

A lipoproteína (a) foi descoberta por Kåre Berg em 1963 e o gene que codifica a apolipoproteína (a) humana foi clonado em 1987.

## Estrutura
A lipoproteína (a) [Lp(a)] consiste numa partícula semelhante à LDL e a apolipoproteína específica (a) [apo(a)], que é covalentemente ligada à apoB da partícula semelhante à LDL. As concentrações plasmáticas de Lp(a) são altamente hereditárias e controladas principalmente pelo gene da apolipoproteína (a) [LPA] localizado no cromossoma 6q26-27. As proteínas apo(a) variam em tamanho devido a um polimorfismo de tamanho [KIV-2 VNTR], que é causado por um número variável de repetições kringle IV no gene LPA. Esta variação de tamanho ao nível do gene é também expressa ao nível da proteína, resultando em proteínas apo(a) com 10 a > 50 repetições kringle IV (cada variável do kringle IV consiste em 114 aminoácidos). Estes tamanhos variáveis das apo(a) são conhecidos como "isoformas apo (a)". Existe uma correlação geral inversa entre o tamanho da isoforma apo(a) e a concentração plasmática de Lp(a). Uma teoria para a correlação do tamanho/níveis no plasma envolve diferentes taxas de síntese de proteínas. Parece haver uma relação entre o número de repetições kringle e o tempo de processamento do precursor da proteína apo(a). Isto é, quanto maior for a isoforma, mais apo(a) precursora se acumula intracelularmente no retículo endoplasmático. A lipoproteína (a) não é totalmente sintetizada até que a proteína precursora seja libertada a partir da célula, de modo que a taxa mais lenta de produção para as isoformas maiores limita a concentração de plasma.
A apo(a) é expressa pelas células do fígado (hepatócitos), e o conjunto da apo(a) e das partículas de LDL parece ocorrer na superfície do hepatócito exterior.
O tempo de semi-vida da Lp(a) na circulação é cerca de 3 a 4 dias.

## Catabolismo e Excreção
O mecanismo e os locais de catabolismo de Lp(a) são em grande parte desconhecidos. A absorção através de receptor de LDL não é a principal via do metabolismo de Lp(a). Verificou-se que o rim desempenha um papel preponderante na remoção de Lp(a) do plasma.

## Populações
As concentrações de Lp(a) variam mais de mil vezes de indivíduo para indivíduo, de < 0,2 a > 200 mg/dL. Esta gama de concentrações é observada em todas as populações estudadas até agora. As concentrações médias e medianas entre as diferentes populações mundiais mostram particularidades distintas, sendo a principal o facto da concentração plasmática de Lp(a) em populações de ascendência Africana ser cerca de duas a três vezes maior face à verificada em populações europeias, asiáticas ou populações da oceania. A correlação inversa entre o tamanho da isoforma de apo(a) e a concentração de Lp(a) no plasma é observada em todas as populações. No entanto, a média de Lp(a) associada a certas isomorfas de apo(a) variam entre populações.

## Função
A função fisiológica da Lp(a)/apo(a) ainda é desconhecida. Parece plausível afirmar que esta desempenha uma função dentro do sistema de coagulação tendo em conta a elevada homologa no aspecto entre a apo(a) e o plasminogénio. De facto, o gene LPA deriva de uma duplicação do gene de plasminogénio.
Outras funções têm vindo a ser relacionadas com o recrutamento de células inflamatórias através da interacção com a integrina Mac-1, nomeadamente, a angiogénese e a cicatrização de feridas.
No entanto, os indivíduos sem Lp(a) ou com muito baixos níveis de Lp(a) parecem ser saudável. Deste modo, Lp(a) no plasma não é essencial, pelo menos sob condições ambientais normais. Uma vez que a apo(a)/Lp (a) derivou recentemente na evolução dos mamíferos - apenas os macacos do Velho Mundo e os seres humanos apresentam Lp (a) no seu plasma - a sua função não pode ser vital mas apenas evolutivamente vantajosa em certas condições ambientais, por exemplo, em caso de exposição a certas doenças infecciosas.
Outra possibilidade, sugerida por Linus Pauling, é que a Lp(a) é uma adaptação primata à deficiência de L-gulonolactona oxidase (GULO), encontrando-se apenas em certas linhas de mamíferos. GULO é necessária para converter a glucose em ácido ascórbico (vitamina C), o que é necessário para reparar artérias; após a perda de GULO, esses primatas que adoptaram dietas menos abundantes em vitamina C devem ter usado a Lp(a) como um substituto ao ácido ascórbico para reparar as paredes das artérias.

## Patologia
A estrutura da lipoproteína (a) é semelhante à do plasminogénio e do t-PA (ativador do plasminogênio tecidual) e compete com o plasminogénio pelo seu local de ligação, levando a uma redução da fibrinólise. Além disso, como a Lp(a) estimula a secreção de PAI-1, leva a trombogénese. Lp(a) também transporta o colesterol e contribui assim para a aterosclerose. Além do mais, a Lp(a) transporta fosfolípidos oxidados, o que atrai células inflamatórias para as paredes dos vasos, e leva à proliferação de células musculares lisas.

## Lipoproteína (a) e a doença
Valores elevados de Lp(a) no sangue é um fator de risco para doença arterial coronariana, doença cerebrovascular, aterosclerose, trombose e acidente vascular cerebral. A associação entre os níveis de Lp(a) e acidente vascular cerebral não é tão forte como entre a Lp(a) e a doença cardiovascular. Concentrações de Lp(a) pode ser afetada por doença, (por exemplo Insuficiência renal), mas são apenas ligeiramente afetadas pela dieta, exercício e outros fatores ambientais. Mais comumente drogas redutoras de lípidos prescritos têm pouco ou nenhum efeito sobre a Lp (a) concentração. Resultados usando medicamentos de estatina foram misturados na maioria dos ensaios, embora uma meta-análise publicada em 2012 sugere que a atorvastatina pode ser benéfica. A niacina (ácido nicotínico) e a aspirina são dois medicamentos relativamente seguros, facilmente disponíveis e baratos, conhecidos para reduzir significativamente os níveis de Lp(a); Estes devem ser apenas usados sob a supervisão médica.
Elevados níveis de Lp(a), conjecturam risco de aterosclerose precoce, independentemente de outros factores de risco cardíaco, incluindo LDL. Em pacientes com doença cardiovascular avançada, Lp(a) indica um risco de embolia. Apo(a) contém domínios que são muito semelhantes a plasminogénio (PLG). A Lp(a) ao acumular-se na parede do vaso vai inibir a ligação de PLG à superfície da célula, reduzindo a produção de plasmina, o que faz aumentar a coagulação. Esta inibição de PLG por parte da Lp(a) também promove a proliferação de células musculares lisas. Estas características únicas da Lp(a) sugerem que a Lp(a) provoca a formação de coágulos e de aterosclerose.
Verificou-se numa população homogénea tribal da Tanzânia que indivíduos vegetarianos apresentam níveis mais elevados de Lp(a) do que os indivíduos cuja alimentação se baseia em peixe, o que levanta a possibilidade de que quantidades farmacológicas de suplementos de óleo de peixe podem ser úteis para diminuir os níveis de Lp(a).
Alguns estudos demonstraram também que o consumo regular de quantidades moderadas de álcool leva à diminuição significativa nos níveis plasmáticos de Lp(a) enquanto outros estudos não o evidenciaram.

## Teste diagnóstico
Numerosos estudos confirmam uma forte correlação entre elevados níveis de Lp(a) e a doença cardíaca, levando ao consenso de que a Lp(a) é um importante preditor independente de doença cardiovascular. Estudos em animais demonstraram que a Lp(a) pode contribuir directamente para danos ateroscleróticos, aumentando o tamanhoda placa aterosclerótica, a inflamação, a instabilidade, e crescimento de células do músculo liso. Os dados genéticos também corroboram a teoria de que a Lp(a) causa doença cardiovascular.
A Sociedade Europeia de Aterosclerose recomenda actualmente que os pacientes com risco moderado ou elevado de doenças cardiovasculares tenham os seus níveis de lipoproteína (a) verificados. Qualquer paciente com um dos seguintes fatores de risco devem ser selecionados:
- doença cardiovascular prematura
- hipercolesterolemia familiar
- história familiar de doença cardiovascular prematura
- história familiar de níveis elevados de lipoproteína (a)
- doenças cardiovasculares recorrentes apesar do tratamento com estatina
- ≥3% risco de doença cardiovascular fatal de 10 anos de acordo com as orientações Europeias
- ≥10% risco de doença cardiovascular fatal e/ou não fatal de 10 anos de acordo com as orientações dos EUA

Se o nível for elevado, o tratamento deve ser iniciado com um objectivo de trazer o nível abaixo de 50 mg/dL. Em adição, outros factores de risco cardiovasculares do paciente (incluindo os níveis de LDL) devem ser geridos. Para além da Lp(a) total, a concentração plasmática, da isoforma de apo(a) pode também ser um parâmetro de risco importante.
Estudos anteriores sobre a relação entre Lp(a) e a etnia demostrado resultados inconsistentes, apesar disso os níveis de lipoproteína (a) parecem diferir em diferentes populações. Por exemplo, em algumass populatações Africanas os níveis de Lp(a) são em média maiores do que os verificados noutros grupos, de modo que a utilização de um limiar de risco de 30 mg/dl iria classificaria até >50% de indivíduos com risco mais elevado. Alguma parte dessa complexidade pode estar relacionada com os diferentes fatores genéticos envolvidos na determinação dos níveis de Lp(a). Um estudo recente mostrou que em diferentes grupos étnicos, diferentes alterações genéticas foram associadas ao aumento dos níveis de Lp(a).
Um estudo prospectivo seguiu 3467 afro-americanos e 9851 brancos ao longo de 20 anos. Os investigadores descobriram que elevados níveis de Lp(a) conferem o mesmo risco em ambos os grupos. No entanto, o grupo de afro-americanos tinham cerca de três vezes mais Lp(a), o que previu um risco aumentado de acidente vascular cerebral.
Níveis aproximados de risco são indicados pelos resultados abaixo, embora, actualmente, existam uma variedade de diferentes métodos para se medir os níveis de Lp(a).
Lipoproteína (a) - Lp (a)
- Desejável: < 14 mg/dL (< 35 nmol/l)
- Risco limítrofe: 14 - 30 mg/dL (35 - 75 nmol/l)
- Alto risco: 31 - 50 mg/dL (75 - 125 nmol/l)
- Risco muito elevado: > 50 mg/dL (> 125 nmol/l)

A Lp(a) aparece com diferentes isoformas da apolipoproteína - 40% da variação da Lp(a) quando os níveis medidos em mg/dL pode ser atribuída a diferentes isoformas. Leves níveis de Lp(a) também estão associados com a doença. Assim, um teste com resultados quantitativos simples pode não fornecer uma avaliação completa do risco.

## Tratamento
No momento atual, o tratamento recomendado para níveis elevados de lipoproteína (a) é a niacina, 1-3 gramas por dia, em geral numa forma de libertação prolongada. A terapia por niacina pode reduzir os níveis de lipoproteína (a) de 20 a 30%. Tratamentos com aspirina ou L-carnitina podem também ser benéficos na redução dos níveis de lipoproteína (a). Uma recente meta-análise sugere que a atorvastatina pode igualmente baixar os níveis de Lp(a). Em casos graves, tais como a hipercolesterolemia familiar, a hipercolesterolemia resistente a tratamento, aférese de lipidos pode resultar numa redução dramática nos níveis de lipoproteína (a). O objectivo do tratamento consiste em reduzir os níveis abaixo de 50 mg/dL.
Gingko biloba pode ser benéfica, mas ainda não foi confirmado clinicamente, assim como a coenzima Q-10 e o extrato de casca de pinheiro que têm sido sugeridos como benéficos, mas a sua ação também não foi comprovada em ensaios clínicos.
O efeito do estrogénio sobre os níveis de lipoproteína (a) é controverso. A terapia de substituição hormonal em mulheres em pós-menopausa parece estar associado a menores níveis de lipoproteína (a). No entanto, um grande estudo sugeriu que houve uma diminuição da associação entre os níveis de lipoproteína (a) e o risco de doença. Ou seja, não é claro o que elevados níveis de lipoproteína (a) significam numa mulher em terapia de reposição estrogénica (TRE). Actualmente, o estrogénio não é indicado para o tratamento de níveis elevados de lipoproteína (a). Verificou-se por último que tanto o tamoxifeno como o raloxifeno não reduzem os níveis de Lp(a).
A Associação Americana de Pediatria recomenda agora que todas as crianças sejam rastreadas para o colesterol entre os 9 e os 11 anos de idade. Os níveis de lipoproteína (a) devem ser considerados, em particular nas crianças com história familiar de doença cardíaca precoce ou hipercolesterolemia.
Infelizmente, não existem estudos suficientes para determinar quais das terapias pode ser benéfica.

## Interações
Tem se verificado que a lipoproteína (a) interage com Calnexina, Fibronectina e Fibrinogénio cadeia beta.